# Zoltán Halmay

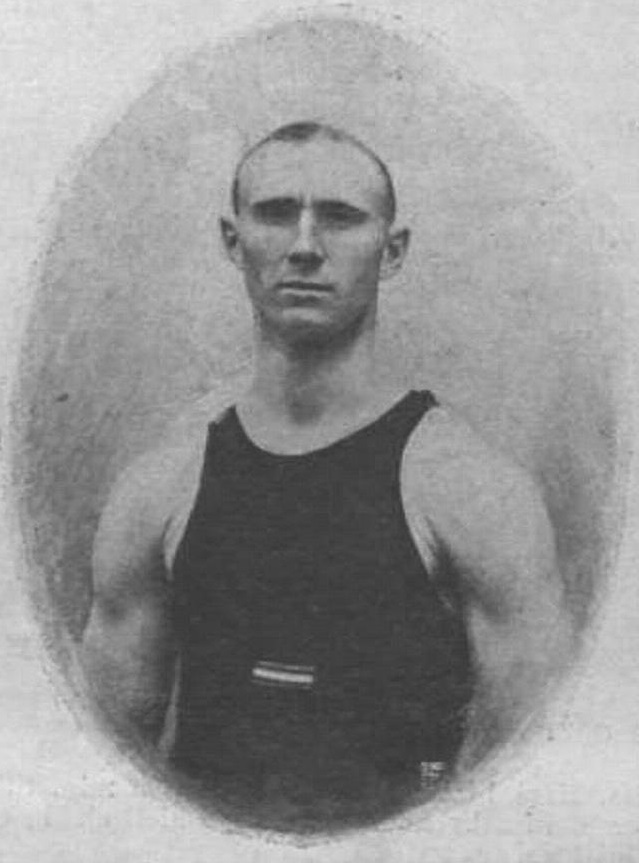
Zoltán Halmay (1905)

Zoltán Imre Ödön Halmay von Erdőtelke [ˈzoltaːn ˈhɒlmɒ.i] (* 18. Juni 1881 in Nagymagasfalu; † 20. Mai 1956 in Budapest) war ein ungarischer Olympiasieger im Schwimmen und später Schwimmtrainer.

## Leben
Dreimal startete Zoltán Halmay, der üblicherweise ohne Beinarbeit schwamm, bei Olympischen Spielen: Bei den Olympischen Spielen 1900 in Paris errang er Silber über 200 Meter Freistil und Bronze über 1000 Meter. 1904 in St. Louis gewann er über 50 Yards und 100 Yards Freistil jeweils die Goldmedaille und stellte dabei in beiden Fällen einen olympischen Rekord auf. Vier Jahre später, bei den Olympischen Spielen 1908, errang er gemeinsam mit József Munk, Imre Zachár und Béla von Las-Torres die Silbermedaille über 4-mal 200 Meter Freistil sowie über 100 Meter Freistil. Er nahm auch an den Olympischen Zwischenspielen 1906 in Athen teil und errang eine Gold- sowie eine Silbermedaille.
Am 3. Dezember 1905 schwamm Halmay in Wien eine Zeit von 1:05,8 Minuten über 100 Meter Freistil, die als Ausgangszeit für alle weiteren Rekorde gilt und fast drei Jahre lang Bestand hatte. Am 20. Juli 1908 schwamm der US-Amerikaner Charles Daniel bei den Spielen 1908 diese Strecke in 1:05,6 Minuten.
Nach seiner aktiven Zeit wurde Halmay Schwimmtrainer. Im Jahr 1968 wurde er in die Ruhmeshalle des internationalen Schwimmsports aufgenommen.